# スガラムルディの魔女
『スガラムルディの魔女』（スガラムルディのまじょ、スペイン語: Las brujas de Zugarramurdi、英語: Witching and Bitching）は、2013年のスペインのホラー・コメディ映画。バスク地方のナバラ州スガラムルディに残る魔女伝説をテーマとしている。バスク地方出身のアレックス・デ・ラ・イグレシアが共同脚本と監督を務め、バスク人のホルヘ・ゲリカエチェバリアがイグレシアとともに共同脚本を務めた。ウーゴ・シルバ、マリオ・カサス、イグレシア作品の常連であるカルメン・マウラなどが出演している。2014年の第28回ゴヤ賞では10部門にノミネートされ、8部門（最多）で受賞した。
撮影は『ブランカニエベス』などのキコ・デ・ラ・リカ（バスク地方出身）が担当。衣装は『ブランカニエベス』などのパコ・デルガドが担当。編集はパブロ・ブランコが担当。トロント国際映画祭のミッドナイト・マッドネス部門に出品され、2013年9月14日にトロントで初公開された。9月27日にスペインで封切られた。サン・セバスティアン国際映画祭のアウト・オブ・コンペティション部門にも出品された。ブリュッセル国際ファンタスティック映画祭ではインターナショナル・コンペティション部門に出品され、作品賞を受賞した。第34回ファンタスポルトでは長編コンペティション部門に出品され、特殊効果賞を受賞した。

## ストーリー

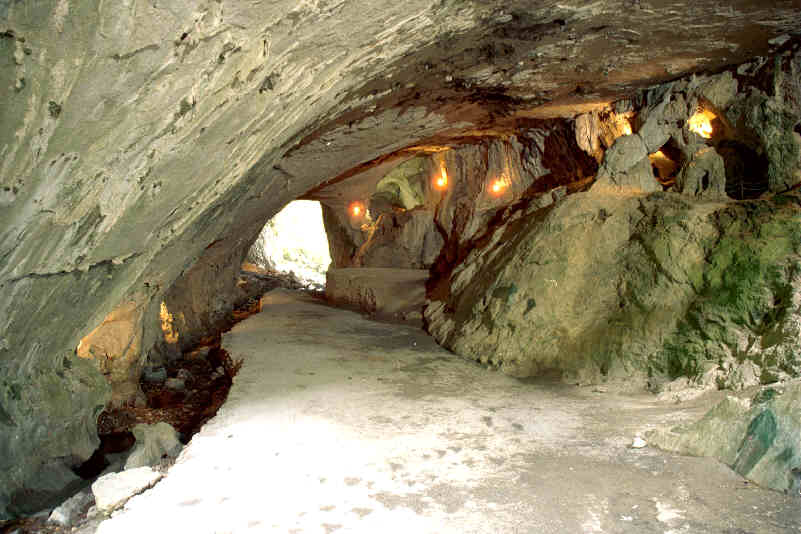
実際のスガラムルディ洞窟

ホセ（ウーゴ・シルバ）は失業中の身であり、妻シルビア（マカレナ・ゴメス）との結婚生活が破綻している。トニー（マリオ・カサス）も同じく失業し、さらにヒモ相手の女に捨てられることを恐れている。ふたりはホセの息子セルヒオ（ガブリエル・デルガド）も巻き込んでマドリードで宝石店強盗を共謀し、ともに大道芸人に扮したまま、プエルタ・デル・ソル広場で警察と銃撃戦を繰り広げる。ホセ、トニー、セルヒオは25,000個の金の指輪を強奪し、偶然通りかかったタクシーに乗り込んで、警察からの逃走を決行する。
3人はタクシーの運転手マヌエル（ハイメ・オルドニェス）、たまたま乗り合わせたバダホス男（ハビエル・ボテット）とともに北に向かう。スペイン＝フランス国境に向けて逃走する途中、一行はバスク地方の魔女伝説が残るスガラムルディという村に辿りつく。怪しげなバルでは女主人マリチュ（テレレ・パベス）、その娘グラシ（カルメン・マウラ）と出会い、グラシを送った洋館ではグラシの娘エバ（カロリーナ・バング）と出会う。
彼女らは人間ではなく魔女であり、ホセらを捕獲してディナーのメインディッシュにしようとする。そこに刑事たちとシルビアが乱入し、魔女たちと人間たちの争いが始まる。魔女たちはホセの息子セルヒオを生贄とし、スガラムルディの洞窟で「母」の復活をもくろんだが、ホセに恋したエバが魔女たちを裏切ったことから形勢が逆転。「母」が暴走したこともあって、人間たちは洞窟からの脱出に成功し、また、魔女たちも人間界で暮らすこととなる。

## キャスト
ホセ・フェルナンデス・クエスタ
演 - ウーゴ・シルバ、日本語吹替 - 川島得愛
失業中の三十男。イエス・キリストの扮装をして宝石店強盗を実行した。妻シルビアとは離婚しており、息子のセルジオとは水曜と隔週土曜にしか会えない。イく時に涙を流す残念な性癖がある。
アントニオ（トニー）
演 - マリオ・カサス、日本語吹替 - 伊藤健太郎
通称トニー。失業中の男。全身緑色の兵士の扮装をして宝石店強盗を実行した。女弁護士のヒモとして暮らしているが、彼女に振られることを恐れている。
マヌエル・サンチェス・ガルシア
演 - ハイメ・オルドニェス
ホセとトニーの逃避行に偶然巻き込まれたタクシー運転手。母親や姉や妻には苦労している。
マリチュ
演 - テレール・パベス、日本語吹替 - 浦山迅
魔女。グラシアナの母でエバの祖母。
グラシアナ・バレネチェア
演 - カルメン・マウラ、日本語吹替 - 小宮和枝
通称グラシ。魔女。マリチュの娘でエバの母。
エバ
演 - カロリーナ・バング
魔女。グラシの娘でマリチュの孫。妖艶な雰囲気を持つ美女。ホセに恋して魔女たちを裏切る。
シルビア
演 - マカレナ・ゴメス、日本語吹替 - 三石琴乃
ホセの元妻で看護師。息子セルジオの親権争い中。
セルジオ・フェルナンデス
演 - ガブリエル・デルガド、日本語吹替 - 山村響
ホセとシルビアの10歳の息子。父親の言葉には素直に従うが、おませで生意気なところもある。
アルフォンソ・カルボ警部
演 - ペポン・ニエト
ホセとトニーを追ってスガラムルディに辿りついた刑事。妻に苦労している。
ハイメ・パチェコ警部
演 - セクン・デ・ラ・ロサ
刑事。同格のカルボ警部に見下されていることに納得していない。追跡中には運転手を務める。クライマックスで驚きの告白を行う。
ルイス・ミゲル（ルイスミ）
演 - ハビエル・ボテット
通称ルイスミ。エバの弟。魔女たちによってトイレの排水溝奥に監禁されている。
バダホス男
演 - マヌエル・タリャフェ
ホセとトニーの逃避行に偶然巻き込まれたタクシーの乗客。バダホスに行きたがり、タクシーのトランクに閉じ込められる。妻の尻に敷かれている。
アドルフォ（斜視の老人）
演 - エンリケ・ビリェン
魔女たちとともに暮らす社会不適合者。
ミレン
演 - サンティアゴ・セグラ
魔女。配役のサンティアゴ・セグラは映画監督（男性）。
コンチ
演 - カルロス・アレセス、日本語吹替 - 黒澤剛史
魔女。配役のカルロス・アレセスは漫画家・俳優（男性）。
チーズ
スポンジ・ボブ風の仮装をして銀行強盗に参加。ホセとトニーには早々と切り捨てられた可哀そうな強盗。
ネズミ女
ミニーマウス風の仮装をして銀行強盗に参加。
透明人間
透明人間風の仮装をして銀行強盗に参加。

## 受賞
2014年2月に発表された第28回ゴヤ賞では、助演女優賞（テレレ・パベス）、編集賞、美術賞、プロダクション賞、衣装デザイン賞、メイク&ヘアメイク賞、録音賞、特殊効果賞の8部門で受賞し、さらに作曲賞、撮影賞の2部門にノミネートされていた。なお、この年の作品賞・監督賞・脚本賞はダビド・トルエバ監督の『Vivir es facil con los ojos cerrados』が受賞しており、『Vivir-』と『スガラムルディの魔女』は主要部門と技術部門で賞を分け合う形となった。助演女優賞を受賞したテレレ・パベスはバスク地方のビルバオ出身である。
第28回ゴヤ賞（2014年2月）
| 部門                | 対象 | 結果       |
| ------------------- | --- | ---------- |
| 助演女優賞          | テレレ・パベス | 受賞       |
| 作曲賞              | ジョアン・ヴァレント | ノミネート |
| 撮影賞              | キコ・デ・ラ・リカ | ノミネート |
| 編集賞              | パブロ・ブランコ | 受賞       |
| 美術賞              | アルトゥーロ・ガルシア ホセ・ルイス・アリサバラガ                                                                          | 受賞       |
| プロダクション賞    | カルロス・ベルナセス | 受賞       |
| 衣裳デザイン賞      | フランシスコ・デルガド・ロペス                                                                                             | 受賞       |
| メイク&ヘアメイク賞 | マリア・ドローレス・ゴメス・カストロ ハビエル・エルナンデス・バレンティン ペドラティ フランシスコ・J・ロドリゲス・フリアス | 受賞       |
| 音響賞              | チャーリー・シュムクラー ニコラス・デ・ポウルピケット                                                                      | 受賞       |
| 特殊効果賞          | フアン・ラモン・モリーナ フェラン・ピケール                                                                                | 受賞       |